# IC 1133
IC 1133 ist eine Spiralgalaxie vom Hubble-Typ Sc im Sternbild Schlange nördlich des Himmelsäquators, die schätzungsweise 184 Millionen Lichtjahre von der Milchstraße entfernt ist.
Das Objekt wurde am 1. Juli 1891 von Stéphane Javelle entdeckt.